# Gora Dvuglavaja (2)
Gora Dvuglavaja är ett berg i Antarktis. Det ligger i Östantarktis. Australien gör anspråk på området. Toppen på Gora Dvuglavaja är 862 meter över havet.
Terrängen runt Gora Dvuglavaja är kuperad västerut, men österut är den platt.  Trakten är obefolkad. Det finns inga samhällen i närheten.